# Килденский театр и концертный зал
Килденский театр и концертный зал (норв. Kilden teater og konserthus) — театр и концертный зал в Кристиансанне, в Норвегии.
Комплекс является местом компактной дислокации театра Агдера, симфонического оркестра Кристиансанна и оперы Сёрланна. Имеются площадки и залы для концертов и других форм исполнительского искусства.

## История
В 2005 году финским архитектурным бюро «ALA» и норвежским архитектурным бюро «SMS Arkitekter» был создан проект здания, а подготовительные работы по созданию комплекса начались в 2007 году. Консультантами по акустике залов выступили Brekke & Strand, а исполнителями акустического дизайна Arup Group.
В 2009 году кронпринцесса Норвегии Метте-Марит установила закладной камень на месте строительства, окончание которого завершилось 1 октября 2011 года. Подрядчиком строительства выступила AF group.
6 января 2012 года состоялось официальное открытие нового концертного комплекса. Площадь здания составляет 16 тысяч м², а объём достигает 128 тысяч м³. Общая стоимость составила 1,7 миллиарда норвежских крон.
Управляющей компанией для комплекса является «Kilden teater- og konserthus for Sørlandet IKS», акции в которой принадлежат муниципалитету Кристиансанна (60 %), коммуне фюльке Вест-Агдер (25 %), коммуне фюльке Эуст-Агдер (12 %) и коммуне Гримстад (3 %). Управляющая компания была образована в 2003 году. Общий ежегодный бюджет комплекса составляет 117,4 млн NOK (2012) из которых 96,6 млн NOK выделяется федеральным бюджетом, а 20,8 NOK поступает из бюджета муниципалитета Кристиансанна.
В составе комплекса четыре сцены — большой концертный зал на 1185 посадочных мест; театральный и оперный зал на 708 человек с оркестровой ямой для 70 музыкантов; мульти-зал на 234 посадочных и 400 стоячих мест; камерный зал на 150 посадочных мест.